# Микулинецька сільська рада
| Микулинецька сільська рада — колишній орган місцевого самоврядування у Літинському районі Вінницької області з адміністративним центром у с. Микулинці. Сільській раді підпорядковані населені пункти: - с. Микулинці - с. Ріжок |

## Склад ради
Рада складалася з 16 депутатів та голови.

## Керівний склад сільської ради
| ПІБ                         | Основні відомості                                                                      | Дата обрання | Дата звільнення |
| --------------------------- | -------------------------------------------------------------------------------------- | ------------ | --------------- |
| Власенко Сергій Миколайович | Сільський голова, 1970 року народження, освіта, безпартійний                           | 26.03.2006   | 31.10.2010      |
| Власенко Сергій Миколайович | Сільський голова, 1970 року народження, освіта вища, член Комуністичної партії України | 31.10.2010   |                 |

Примітка: таблиця складена за даними джерела